# Мезенхимальные диспротеинозы
Мезенхима́льные диспротеино́зы (сосу́дисто-строма́льные диспротеино́зы) — дисметаболические (дистрофические) процессы, характеризующиеся преимущественным нарушением белкового обмена и первично развивающиеся в строме органов.
Традиционно наряду с мезенхимальными диспротеинозами как патологическими процессами рассматриваются их физиологические аналоги (процессы, протекающие в нормальных условиях). Исключительно патологическим для человека (как и для других млекопитающих) является только амилоидоз.

## Классификация
К мезенхимальным диспротеинозам в отечественной патологической анатомии относятся следующие процессы:
1. Муко́идное набухание (мукоидный отёк)
2. Фибрино́идные изменения
3. Гиалино́з (гиали́новая дистрофи́я, внеклеточный гиалиноз)
4. Амилоидо́з (амило́идная дистрофи́я), (по новым данным, амилоидоз не относится к сосудисто-стромальным диспротеинозам, а относится к аутоиммунным заболеваниям)

С точки зрения современных представлений о биохимии перечисленных изменений только амилоидоз отвечает требованиям «диспротеиноза»: несмотря на то, что амилоид образован смесью различных веществ (белков, жиров, углеводов), в его основе лежит синтез специфического фибриллярного белка. Мукоидный отёк и внеклеточный гиалиноз целесообразно относить к мезенхимальным углеводным дистрофиям, т.к. данные процессы характеризуются накоплением в ткани гликозаминогликанов (гиалуроновой кислоты и хондроитин-4-сульфата соответственно), которые представляют собой полисахариды. Фибриноидные изменения являются типичными деструктивными процессами, охватывающими все компоненты повреждённой ткани, а не только какие-либо классы белковых молекул. Поэтому их также рассматривают как проявления некроза (фибриноидный некроз как вариант коагуляционного некроза). Тем не менее в отечественной патологической анатомии прочно утвердился приведённый перечень мезенхимальных диспротеинозов.

## Мукоидное набухание (мукоидный отёк)
Муко́идное набухание (муко́идный отёк) — паранекротический процесс в волокнистой ткани и стенках сосудов, при котором происходит накопление свободной гиалуроновой кислоты и её фрагментов. Свободный гиалуронат и особенно его фрагменты обладают выраженными гидрофильными (осмотическими) свойствами, поэтому в очаг их концентрации поступает в большем, чем обычно, количестве вода и развивается отёк.
Процесс под названием миксомато́зный (хромотро́пный) отёк в 1923 г. описал московский патологоанатом Владимир Тимофеевич Талалаев, изучая тканевые изменения при ревматизме при помощи окраски срезов метахроматическим методом (толуидиновым синим). В 1961 г. Анатолий Иванович Струков заменил это обозначение термином «мукоидное набухание».
Мукоидный отёк не является только патологическим процессом, он встречается и в норме. Так, физиологическая регенерация волокнистых тканей, прежде всего рыхлой неоформленной ткани, протекает с накоплением значительного количества свободного гиалуроната. В ходе последующего ремоделирования регенерирующей ткани его концентрация снижается благодаря включению синтезированной механоцитами гиалуроновой кислоты в состав протеогликанов. Например, выраженный мукоидный отёк отмечается в волокнистой ткани долек молочных желёз в секреторной фазе цикла и в первые месяцы беременности.

### Классификация
Классифицируют формы мукоидного отёка следующим образом:
I. Биологическое значение
1. Физиологические варианты (физиологическая и репаративная регенерация)
2. Патологические формы.

II. Этиологический принцип
1. При регенерации волокнистой ткани
2. При инфекционных процессах (особенно стрептококковых инфекциях)
3. При инвазивном росте злокачественных опухолей
4. При хронической гипоксии
5. При аллергических процессах.

III. Патогенетический принцип
1. Вследствие декомпозиции (фанероза)
2. Вследствие трансформации.

IV. Распространённость изменений
1. Распространённый процесс (инфекционные и аллергические заболевания, хроническая гипоксия)
2. Местные изменения (регенерация, злокачественные опухоли).

### Патогенез мукоидного отёка
Выделяют два механизма развития мукоидного отёка — декомпозиция (фанероз) и трансформация.
1. Декомпозиция обусловлена ферментативным расщеплением гиалуроновой кислоты в составе протеогликанов основного вещества и коллагеновых волокон (ферменты гиалуронидазы) или разрушением белков протеогликанов с последующим высвобождением гиалуроновой кислоты (матриксные металлопротеиназы). Ферментативная деградация основного вещества особенно характерна для стрептококковых инфекций (например, ревматизма) благодаря ферменту стрептогиалуронидазе, а также при инвазивном росте злокачественных новообразований под влиянием ферментов опухолевых клеток (матриксных металлопротеиназ). Мукоидный отёк при различных аллергических заболеваниях также формируется по механизму декомпозиции.
2. Механизм трансформации (усиление синтеза гиалуроната фибробластами) реализуется при хронической гипоксии, а также при регенерации.

### Микроморфологическая картина
Специфические макроморфологические признаки мукоидного отёка отсутствуют. Диагностируют процесс на основании выявления характерных микроскопических изменений в тканевых срезах, окрашенных гематоксилином и эозином, по ван Гизону и с использованием гистохимического метода.
1. Окраска гематоксилином и эозином. Волокнистая ткань и стенки сосудов в состоянии мукоидного отёка окрашиваются базофильно (гематоксилином в синий цвет). Базофилия волокнистой ткани различной степени выраженности настолько характерна для мукоидного отёка, что в практической работе патологоанатома другие способы окраски используются редко.
2. Окраска по ван Гизону. Коллагеновые волокна при окраске по ван Гизону выглядят более бледными — оранжевыми (в норме тёмно-красные).
3. Гистохимическая верификация процесса. Гистохимическая верификация мукоидного отёка проводится толуиди́новым синим, при этом ткань окрашивается в красный цвет. В данном случае обнаруживается явление метахромазии (метахроматическая окраска). Метахромази́я — способность ткани окрашиваться в цвет, отличный от цвета красителя (в отличие от ортохромази́и, когда ткань окрашивается в тон красителя).

## Фибриноидные изменения
Фибрино́идные изменения — некробиотический процесс, развивающийся в волокнистой ткани стромы органов и в стенках сосудов.
Фибриноидные изменения протекают в две фазы (морфогенез фибриноидных изменений): (1) фибриноидное набухание (разрушение структур межклеточного вещества при сохранности клеток) и (2) фибриноидный некроз (полное разрушение ткани, включая клетки). Детрит, образовавшийся в результате фибриноидного некроза, называется фибрино́идом («фибриноподобным») из-за сходных с фибрином тинкториальных свойств при окраске по Граму—Вейгерту.
Термин «фибриноидное набухание» имеет в основном академическое значение, т.к. процесс необратим и обязательно завершается некрозом. Поэтому в патологоанатомической практике используют понятия «фибриноидный некроз» (как фактический синоним фибриноидных изменений) и «фибриноид» (для обозначения результата фибриноидного некроза).
Фибриноидные изменения встречаются не только в патологии. В норме они обнаруживаются в плаценте: фибриноид Нитабух (фамилия не склоняется — Raissa Nitabuch, немецкий гинеколог XIX века) и фибриноид Ланганса.

### Классификация
Классификация фибриноидных изменений проводится с учётом следующих основных принципов:
I. Биологическое значение
1. Физиологические варианты (фибриноид Нитабух, фибриноид Ланганса)
2. Патологические формы.

II. Этиологический принцип
1. Инволютивные изменения плаценты
2. При артериальной гипертензии
3. При аллергических заболеваниях
4. В очагах воспаления (например, в дне острых и хронических язв).

III. Морфогенетический принцип
1. Фибриноидное набухание
2. Фибриноидный некроз.

IV. Локализация процесса
1. Фибриноидные изменения волокнистой ткани (при аллергических заболеваниях, в очагах воспаления при остром процессе или обострении хронического)
2. Фибриноидные изменения стенок сосудов (при гипертоническом кризе).

V. Распространённость изменений
1. Генерализованный процесс (артериальная гипертензия, аллергические процессы)
2. Местные изменения (очаги острого и хронического воспаления).

### Микроморфологическая картина
Обычно фибриноидные изменения, как и мукоидное набухание, обнаруживается только при микроскопическом исследовании.
1. Окраска гематоксилином и эозином. (1) Фибриноид интенсивно окрашивается эозином (гипероксифильно) в красный цвет. (2) В массах фибриноида, прежде всего в стадии некроза, клеток немного или они отсутствуют, что является одним из важных диагностических критериев процесса. (3) Сами массы обычно имеют более рыхлую текстуру по сравнению с внеклеточным гиалином и амилоидом. (4) К основным диагностическим признакам относится также локализация фибриноида (строма органа, стенки сосудов).
2. Окраска по ван Гизону.  Массы фибриноида окрашиваются пикриновой кислотой в жёлтый цвет, что отличает их от внеклеточного гиалина.
3. Гистохимия фибриноида. Различают специфическую и неспецифические гистохимические окраски на фибриноид. Специфическая окраска помогает верифицировать процесс в тканевом срезе. Однако в практической работе патологоанатома гистохимическая верификация фибриноидных изменений проводится не часто, т.к. распознать этот процесс в гематоксилин-эозиновом пейзаже с учётом характера выявленного заболевания опытному врачу обычно не представляет труда.
Специфическая гистохимическая окраска на фибриноид. Гистохимическая верификация фибриноида проводится с помощью окраски по Граму—Вейгерту. При этом фибриноид окрашивается в бледно-фиолетовый (лиловый) цвет, как и фибрин (отсюда название «фибриноид» — фибриноподобный). В отличие от фибрина, располагающегося в просвете сосудов в составе тромбов или в каких-либо полостях в составе гиалиновых мембран и экссудата, фибриноид находится непосредственно в строме органов и в стенках сосудов.
Неспецифические гистохимические окраски на фибриноид.  Поскольку фибриноид представляет собой детрит (распавшуюся ткань, в состав которой входили различные вещества), то при окрасках на углеводы (PAS-реакция), жиры (судан III), нуклеиновые кислоты (пиронин), все эти вещества будут закономерно обнаруживаться и в фибриноиде.

## Гиалиноз (внеклеточный гиалиноз)
Гиалино́з (внеклеточный гиалиноз, гиали́новая дистрофи́я) — уплотнение ткани, при котором она становится похожей на гиалиновый хрящ. При этом изменённая ткань выглядит однородной и нередко полупрозрачной. Плотность ткани при гиалинозе обеспечивает хондроитин-4-сульфат, «цементирующий» различные структуры и их фрагменты в однородную массу. Этот же гликозаминогликан определяет консистенцию гиалиновой хрящевой ткани и амилоида. В норме хондроитин-4-сульфат не характерен для рыхлой и плотной неоформленной волокнистой ткани, он содержится в гиалиновом хряще, костной ткани, а также в наружной оболочке глаза (роговице и склере), придавая им определённую твёрдость и прочность. Таким образом, внеклеточный гиалиноз развивается по механизму трансформации; при этом механоциты стромы органов и стенок сосудов начинают продуцировать в значительных количествах данный гликозаминогликан.
Гиалиноз, подобно мукоидному отёку и фибриноидным изменениям, развивается не только в патологии. В норме гиалиноз сосудов обнаруживается в яичниках после 50 лет и в селезёнке у лиц пожилого и старческого возраста, что расценивается как проявление инволютивных изменений в органах.

### Классификация
I. Биологическое значение
1. Физиологические варианты
2. Патологические формы.

II. Этиологический принцип
1. При инволютивных изменениях сосудов в некоторых органах
2. При артериальной гипертензии и атеросклерозе
3. При сахарном диабете
4. При аллергических процессах
5. В очагах хронического воспаления и фиброза.

III. Локализация процесса
1. Гиалиноз волокнистой ткани (фиброгиалиноз)
2. Гиалиноз сосудов (ангиогиалиноз)

Виды ангиогиалина:
- Простой гиалин — ангиогиалин, содержащий неизменённые или мало изменённые белки плазмы крови (артериальная гипертензия, атеросклеротические бляшки)
- Сложный гиалин — ангиогиалин, в составе которого обнаруживаются иммунные комплексы (аллергические заболевания)
- Липогиалин — ангиогиалин, богатый липидами (сахарный диабет).

IV. Распространённость изменений
1. Генерализованный гиалиноз (распространённый ангиогиалиноз при артериальной гипертензии и атеросклерозе; распространённый фиброгиалиноз при ряде аллергических заболеваний, особенно при системной склеродермии)
2. Местный гиалиноз (в очагах хронического воспаления и в фиброзной ткани)

Формы местного гиалиноза:
- «Глазурная селезёнка» и «глазурная печень» — гиалиноз капсулы селезёнки и печени, обычно развивающийся в исходе фибринозного периспленита и перигепатита
- Келоид (келоидный рубец) — гиалинизированный рубец
- Каллёзная язва (от лат. callus — мозоль) — хроническая язва желудка или двенадцатиперстной кишки с признаками гиалиноза дна и стенок.

### Макроморфологическая картина
Гиалинизированная ткань имеет (1) плотную консистенцию, (2) белый или светло-серый цвет, иногда с голубоватым оттенком, (3) ткань на разрезе однородна, (4) иногда полупрозрачна, чем напоминает гиалиновый хрящ.

### Микроморфологическая картина
При микроскопическом исследовании изменённой ткани основным признаком гиалиновой дистрофии является однородность (гомогенность), т.е. отсутствие каких-либо структурных особенностей межклеточного вещества (зернистости, волокнистости и т.п.). Гиалин окрашивается в красный цвет эозином и кислым фуксином по ван Гизону. Окраска по ван Гизону является дифференциальной для обнаружения гиалиновой дистрофии.

## Амилоидоз
Амилоидоз (амило́идная дистрофи́я) — патологический процесс, при котором в тканях образуется вещество, отсутствующее в норме (амило́ид). Амилоид является патологическим материалом у млекопитающих, в тканях других животных он выполняет функцию белкового резерва. Млекопитающие, включая человека, в ходе эволюции потеряли способность использовать резервный белок — были утрачены гены амилоидоклазии (разрушения амилоида), однако гены его синтеза сохранились, и в определённых условиях на их матрице образуется фибриллярный (основной) компонент амилоида.
Амилоидоз в современной литературе относят к иммунопатологическим процессам, однако лишь самую распространённую (приобретённую) форму амилоидоза можно однозначно рассматривать в подобном контексте. Наследственный, локальный опухолевидный и отчасти старческий амилоидоз развиваются по иным сценариям, а патогенез идиопатического амилоидоза, как следует из названия, не ясен.

### Клиническое значение
Амилоид отличается значительной плотностью, поэтому при накоплении его в ткани нарушается трофика паренхиматозных клеток и развивается функциональная недостаточность органа (почек, сердца, печени и т.п.). Декомпенсация функции поражённых жизненно важных органов и является непосредственной причиной смерти таких больных. В настоящее время амилоидоз относится к неизлечимым процессам. В ряде случаев (например, в головном мозге при болезни Альцгеймера) в органе образуются микроскопические депозиты амилоида, которые сами по себе не вызывают внешних грубых изменений органа, но являются важным фактором патогенеза заболевания.

### Структура амилоида
Амилоид состоит из четырёх основных компонентов:
1. F-компонент (фибриллярный компонент)
2. P-компонент («периодические палочки»)
3. «Гематогенные добавки»
4. Хондроитинсульфаты.

Основным (специфическим) веществом в составе амилоида является F-компонент — фибриллярный белок, синтезируемый амилоидобластами. Без F-компонента амилоид образоваться не может. Амилоидобла́стами называют любые клетки, синтезирующие фибриллярный амилоидный белок (чаще в качестве амилоидобластов выступают макрофаги). Генами амилоида обладает каждая клетка организма. Синтезированные фибриллярные белки секретируются в межклеточное вещество и обусловливают его высокую проницаемость, вследствие чего экстрацеллюлярный матрикс насыщается белками плазмы крови. Часть белков плазмы крови в присутствии фибриллярного амилоидного белка самоорганизуется в своеобразные палочковидные структуры (P-компонент амилоида), которые на электронограммах выглядят поперечно-исчерченными с чередованием чёрных (электронно-плотных) и белых (электронно-прозрачных) полос («периодов»). Такие структуры были названы «периодическими палочками». Другие белки плазмы крови остаются неструктурированными («гематогенные добавки»). Плотность амилоиду придают хондроитинсульфаты, синтез которых существенно усиливается фибробластами стромы под влиянием фибриллярного амилоидного белка. Таким образом, F-компонент амилоида является фактором самоорганизации, вызывая структурную перестройку межклеточного вещества стромы и функции расположенных в ней клеток.

### Классификация
Классифицируют формы амилоидоза следующим образом:
I. Клинико-морфологический принцип
1. Приобретённый (вторичный) амилоидоз — осложнение ряда заболеваний
2. Идиопатический (первичный) амилоидоз — амилоидоз неясного происхождения
3. Наследственный (семейный) амилоидоз
4. Старческий амилоидоз
5. Локальный опухолевидный амилоидоз — очаговое накопление амилоида в каком-либо органе (чаще в эндокринных железах) в виде узелка или узла.

II. Биохимические особенности F-компонента
1. A-амилоидоз (AA) — в буквальном переводе «амилоидоз  взрослых» (от англ. adult — взрослый) [вторичный амилоидоз при хронических инфекциях и семейный нефропатический амилоидоз]
2. L-амилоидоз (AL) — амилоидоз, при котором амилоид образован из материала лёгких (англ. light — лёгкий) цепей иммуноглобулинов [идиопатический амилоидоз и параамилоидоз]
3. S-амилоидоз (AS) — «старческий амилоидоз» (англ. senile — старческий)
4. F-амилоидоз (AF) — «семейный амилоидоз» (англ. family — семейный) [семейный нейропатический амилоидоз]
5. H-амилоидоз (AH) — буквально «амилоидоз гемодиализа» (англ. hemodialysis) [при синдроме запястного канала у больных, длительно находящихся на гемодиализе]
6. E-амилоидоз (AE) — «эндокринный амилоидоз» (англ. endocrine — эндокринный) [локальный опухолевидный амилоидоз, прежде всего желёз внутренней секреции].

III. Органная специфика (перечислены часто встречающиеся варианты)
1. Нефропатический амилоидоз — амилоидоз почек
2. Кардиопатический амилоидоз — амилоидоз сердца
3. Нейропатический амилоидоз — амилоидоз структур периферической и центральной нервной системы.

IV. Локализация процесса в строме
1. Периколлагеновый амилоидоз — отложение амилоида по ходу коллагеновых волокон («мезенхимальный амилоидоз»)
2. Периретикулярный амилоидоз — отложение амилоида по ходу ретикулиновых волокон («паренхиматозный амилоидоз»).

V. Распространённость изменений
1. Генерализованный амилоидоз
2. Локальный амилоидоз.

Наиболее часто встречается приобретённый амилоидоз, являющийся осложнением некоторых заболеваний. Другие клинико-морфологические варианты (идиопатический, наследственный, старческий и локальный опухолевидный) расцениваются как самостоятельные нозологические формы.
В клинической практике принято амилоидоз делить на первичный (самостоятельные заболевания) и вторичный (осложнения других заболеваний).
Вторичный амилоидоз обнаруживается при (1) хронических инфекционных заболеваниях (например, туберкулёзе), (2) злокачественных новообразованиях, (3) диффузных болезнях соединительной ткани (особенно, ревматоидном артрите). Как осложнение злокачественных опухолей амилоидоз наиболее характерен для парапротеинемических гемобластозов (прежде всего, при множественной миеломе) — заболеваний, при которых опухолевые клетки продуцируют в значительном количестве патологические иммуноглобулины (парапротеины). При этом образующийся из парапротеинов амилоид называется параамило́идом, а сам процесс — параамилоидо́зом. Идиопатический амилоидоз носит генерализованный характер, наиболее тяжёлые поражения выявляются со стороны сердца. Среди проявлений генерализованного старческого амилоидоза характерна тетрада Шварца (амилоидоз головного мозга, миокарда, аорты и островков поджелудочной железы). Если поражение сердца и аорты объединяют, то говорят о триаде Шварца. Локальный опухолевидный амилоидоз чаще обнаруживается в эндокринных органах, например, в щитовидной железе. Наследственный амилоидоз протекает в трёх классических вариантах: нефропатический (болезнь Макла—Уэллса (Muckle—Wells) — в английских семьях; периодическая болезнь — преимущественно у евреев, армян и арабов в Средиземноморском регионе; болезнь Виноградовой — в русских семьях), нейропатический (поражение периферических нервов) и кардиопатический (поражение миокарда) амилоидоз.

### Макроморфологическая картина
Органы при амилоидозе (1) увеличены, в дальнейшем они могут уменьшаться вследствие атрофии паренхимы (амилоидное сморщивание), (2) плотные, (3) ломкие, (4) нередко цвет ткани становится светло-серым (например, «большая белая амилоидная почка»), (5) на свежем разрезе определяется «сальный» блеск. Ведущим макроморфологическим критерием диагностики является плотность поражённого органа.
Амилоидоз селезёнки. Выделяют две фазы в развитии амилоидоза селезёнки: «саговая» и «сальная» селезёнка. В первой стадии в ткани органа на месте фолликулов обнаруживаются многочисленные мелкие полупрозрачные сероватые очаги, напоминающие зёрна разваренного саго (прессованный в гранулы крахмал). Во второй стадии орган увеличен, плотный, ломкий, на разрезе однородный, тёмно-красный, с «сальным» блеском.
Проба Бернара—Вирхова. При нанесении на поверхность разреза органа раствора серной кислоты с последующей обработкой йод-содержащими реактивами изменённый при амилоидозе орган окрашивается в сине-зелёный цвет (проба Бернара—Вирхова), что напоминает реакцию йода с крахмалом (термин «амилоид» в буквальном переводе означает «крахмалоподобный»).

### Микроморфологическая картина
При микроскопическом исследовании амилоид окрашивается в красный цвет эозином и в жёлтый цвет пикриновой кислотой. Для гистохимической верификации амилоида применяются ортохроматические (конго красный) и метахроматические (метилвиолет или генцианвиолет) методы. Амилоид при этом окрашивается в красный цвет. В настоящее время окрашенные конго препараты рекомендуется исследовать в поляризованном свете (амилоид приобретает яблочно-зелёную окраску).